# كولين ووكر
كولين ووكر (بالإنجليزية: Colleen Walker)‏ هي لاعبة غولف أمريكية، ولدت في 16 أغسطس 1956 في جاكسونفيل في الولايات المتحدة، وتوفيت في 11 ديسمبر 2012 في فالريكو في الولايات المتحدة بسبب سرطان الثدي.